# 平野出入口
平野出入口（ひらのでいりぐち）は、大阪府大阪市平野区の阪神高速道路14号松原線の出入口。松原JCT方面のみ接続するハーフICである。1980年（昭和55年）3月1日に、14号松原線が開通時の当出入口は未供用だったが、それから6年10か月後の1986年（昭和61年）12月25日に開通された。
老朽化に伴う喜連瓜破付近の橋梁架け替え工事に伴い、入口が2022年（令和4年）6月1日から2024年（令和6年）12月7日まで長期間閉鎖されていた。
2025年（令和7年）6月17日より入口料金所がETC専用になっている。

## 料金所

### 平野料金所
- ブース数：2
  - ETC専用：1
  - サポート：1

## 周辺
- 平野区役所
- Osaka Metro谷町線平野駅

## 隣
阪神高速14号松原線
(14-03) 文の里出入口 - (14-04) 駒川出入口 - (14-05) 平野出入口 - (14-06) 喜連瓜破出入口 - (14-07) 三宅出入口